# 布蘭迪·塔洛埃
布蘭迪·塔洛埃（英語：Brandy Talore，1982年2月2日—）是一名美國女色情演員和模特兒。她於2006年贏得了FAME獎年度最佳新秀（與亞莉特克拉·布魯共同獲得）。

## 早期生活
布蘭迪·塔洛埃出生於俄亥俄州托雷多的郊區，並在那就讀公立學校。高中時，她常打壘球並擔任啦啦隊隊長。成年後，塔洛埃開始擔任汽車網站的模特兒。在成為脫衣舞孃後，開始使用「布蘭迪·泰勒（Brandy Taylor）」來作為自己的舞台名。之後，她發現「布蘭迪·泰勒」一舞台名已有人使用，而將其改為「布蘭迪·塔洛埃」。

## 個人生活
根據塔洛埃在MySpace上發表的一篇文章，她於2007年9月27日生下了第二個女兒。她還聲稱自己已經結婚。

## 圖集

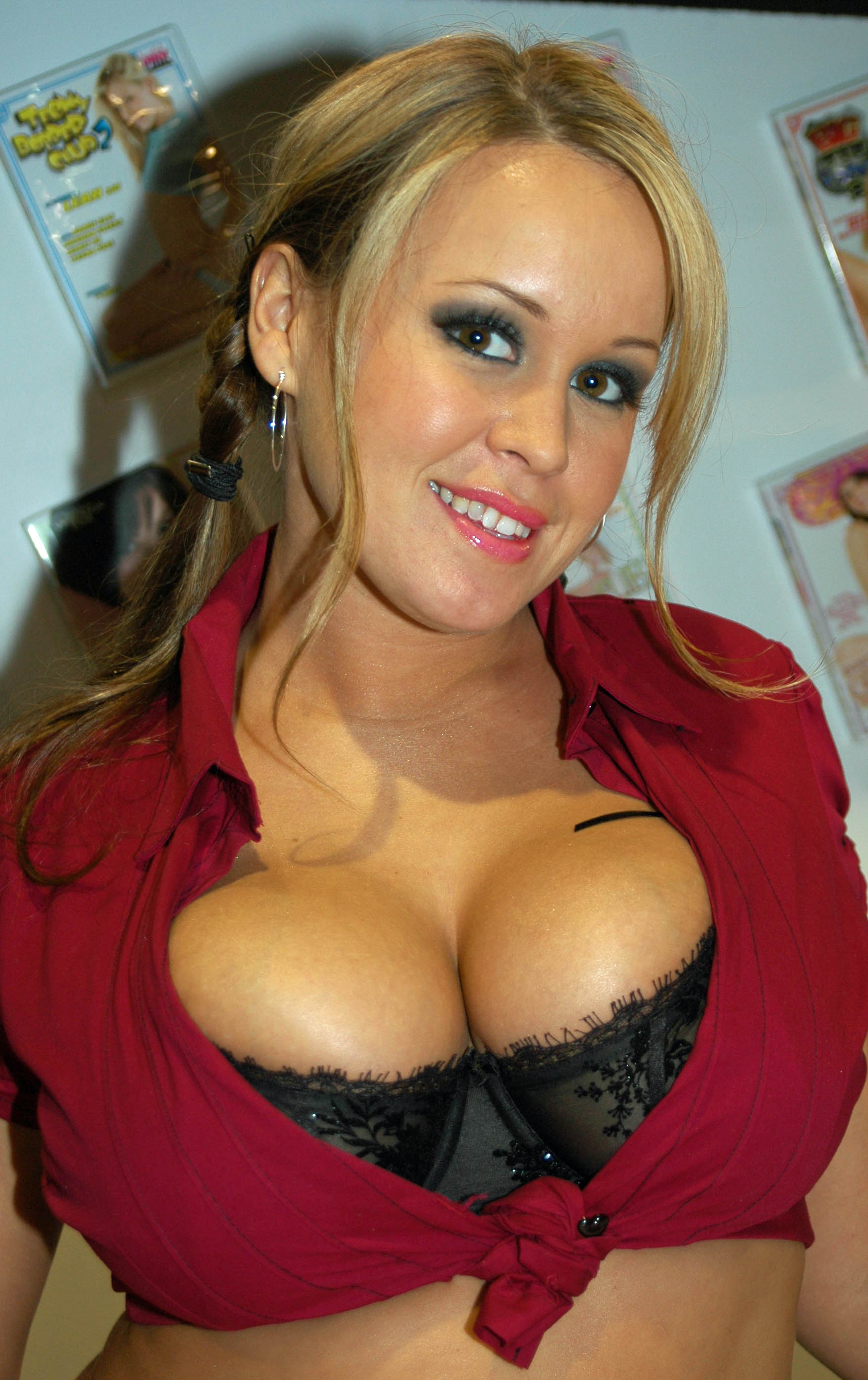
2006年1月6日，塔洛埃於拉斯維加斯舉辦的成人影帶新聞成人娛樂博覽會活動
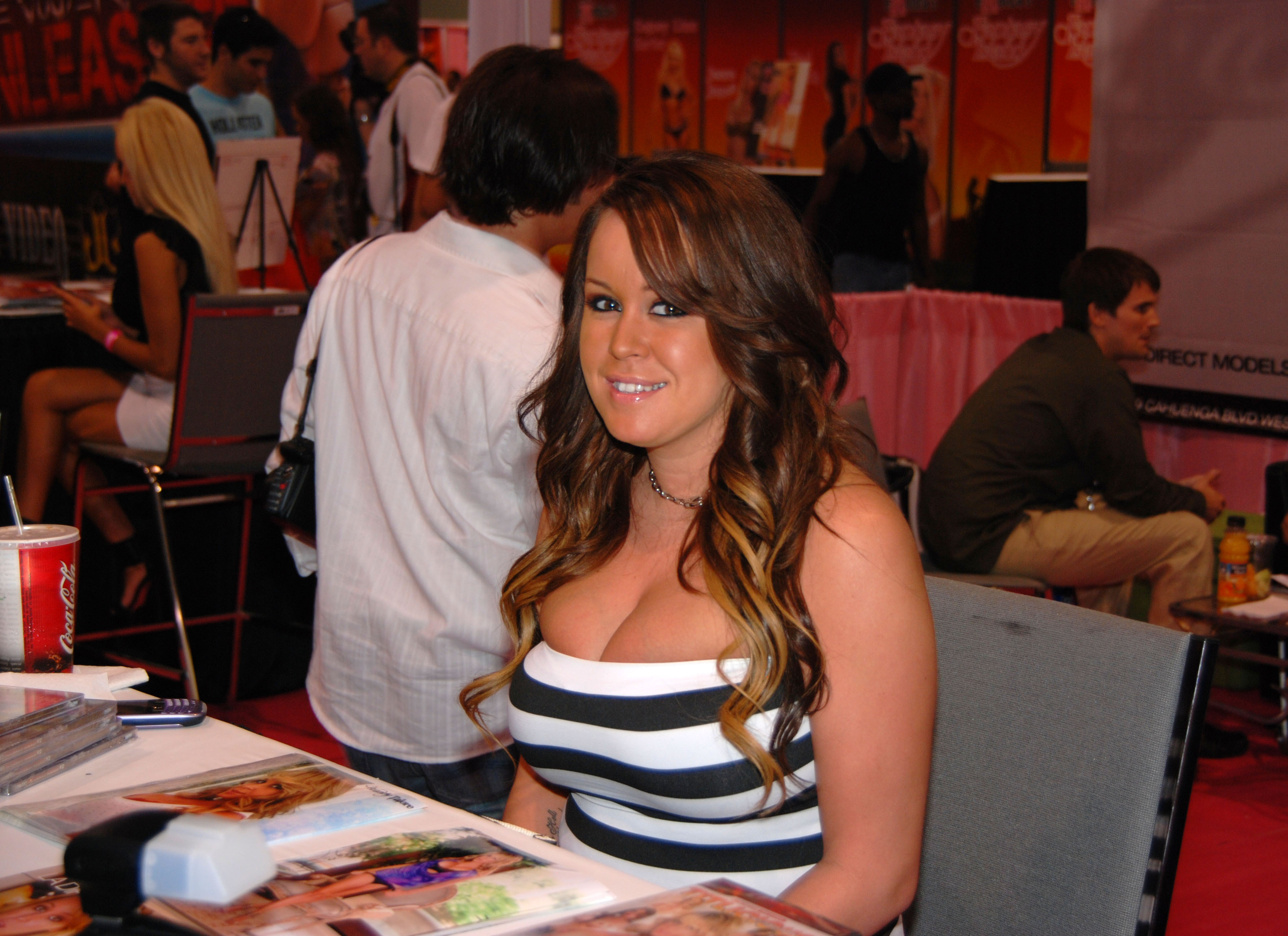
2010年，塔洛埃出席於邁阿密海灘的Exxxotica
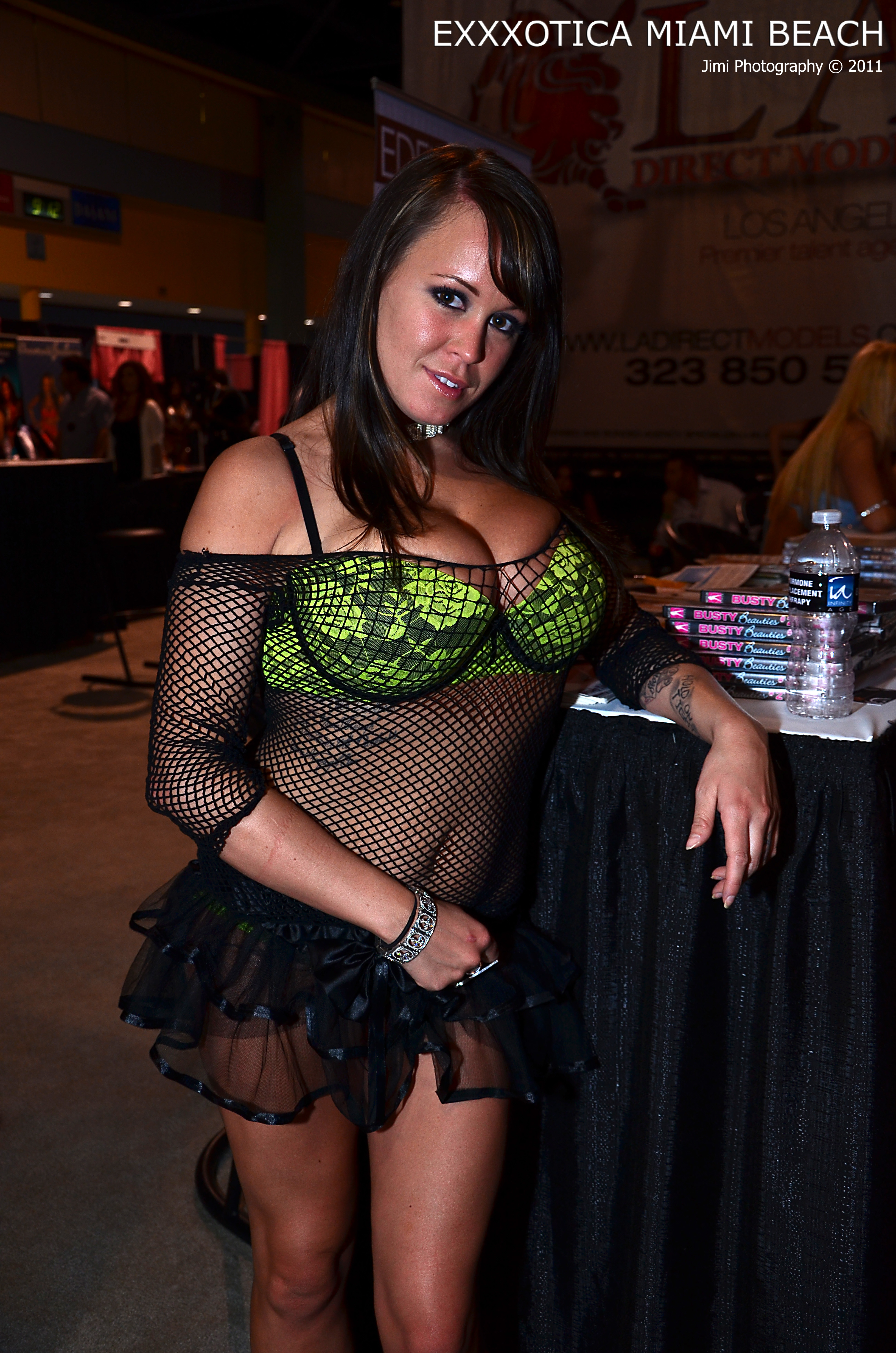
2011年，塔洛埃出席於邁阿密海灘的Exxxotica

## 外部連結
- 布蘭迪·塔洛埃在互联网电影资料库（IMDb）上的資料（英文）
- 布蘭迪·塔洛埃的X（前Twitter）
- Brandy Talore在網際網路成人電影資料庫
- 成人電影資料庫上Brandy Talore的资料（英文）